# Sacculina carcini
Sacculina carcini är en kräftdjursart som beskrevs av John Vaughan Thompson 1836. Sacculina carcini ingår i släktet Sacculina och familjen Sacculinidae. Arten är reproducerande i Sverige. Inga underarter finns listade i Catalogue of Life.

## Bildgalleri

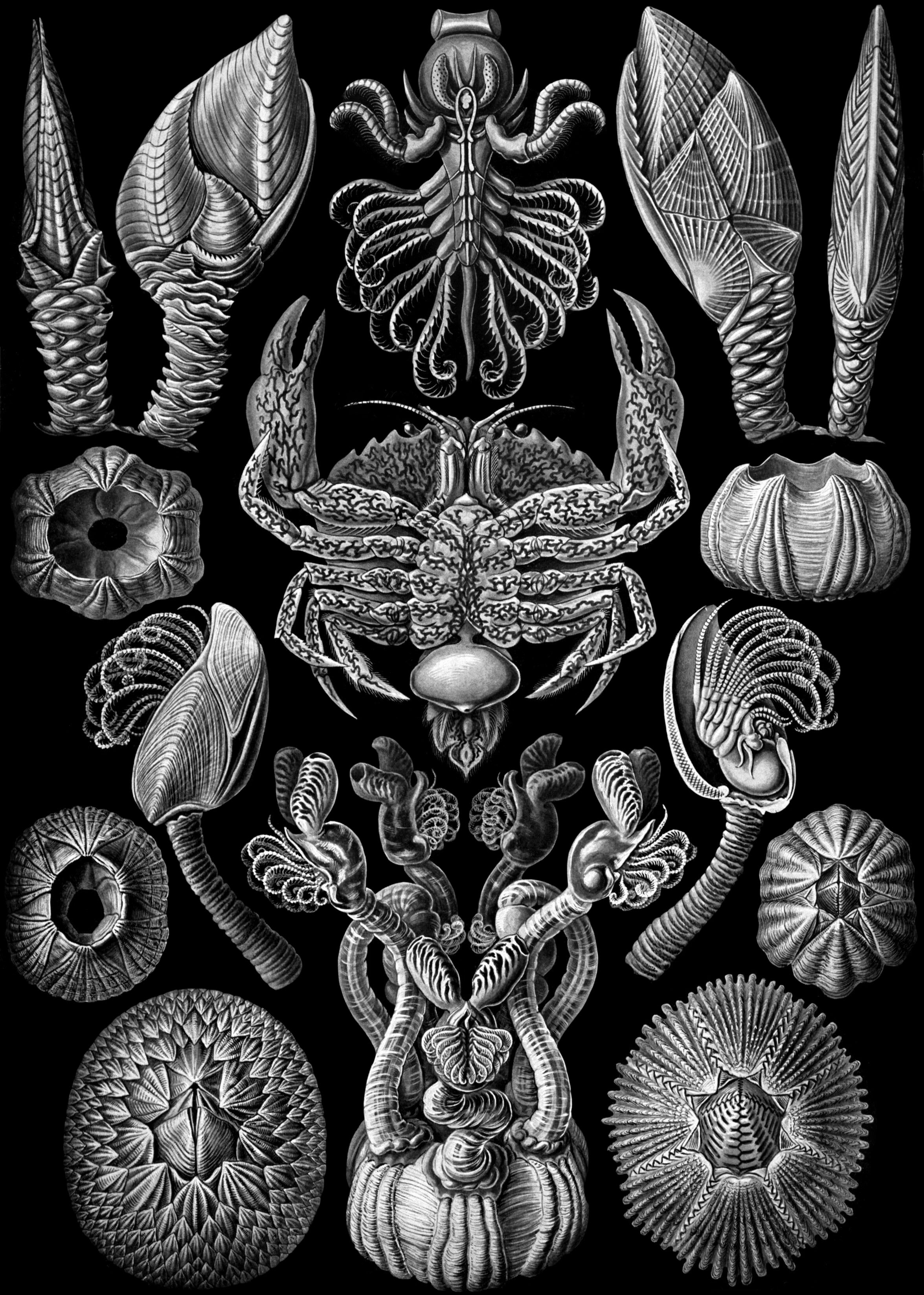
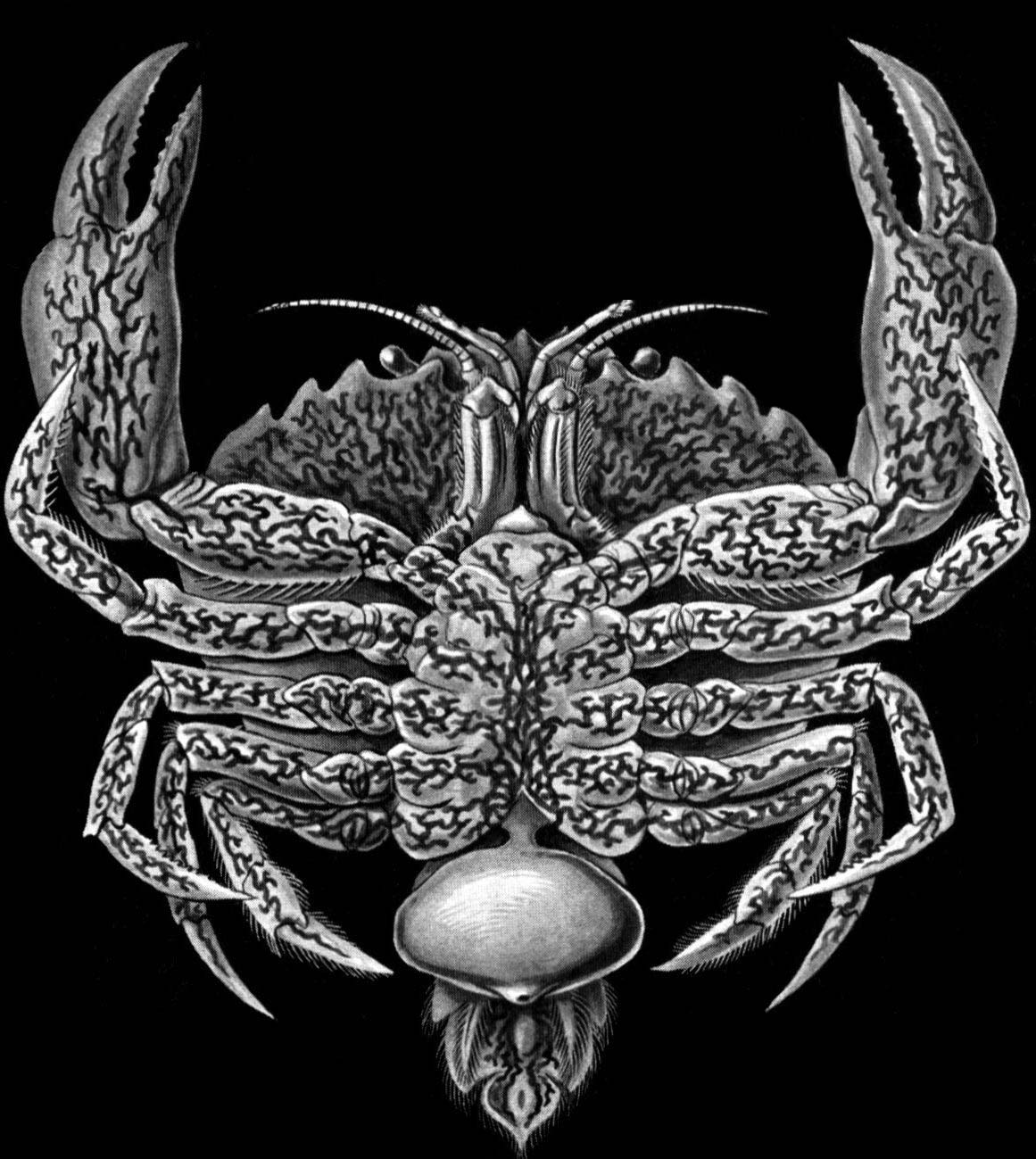
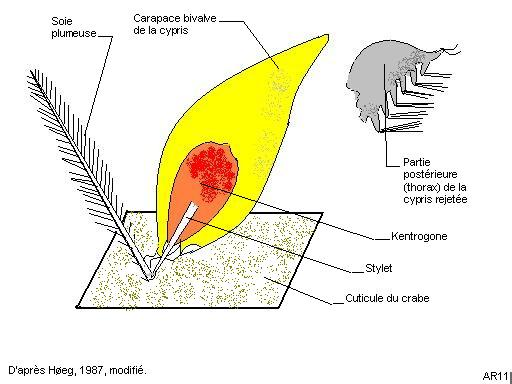
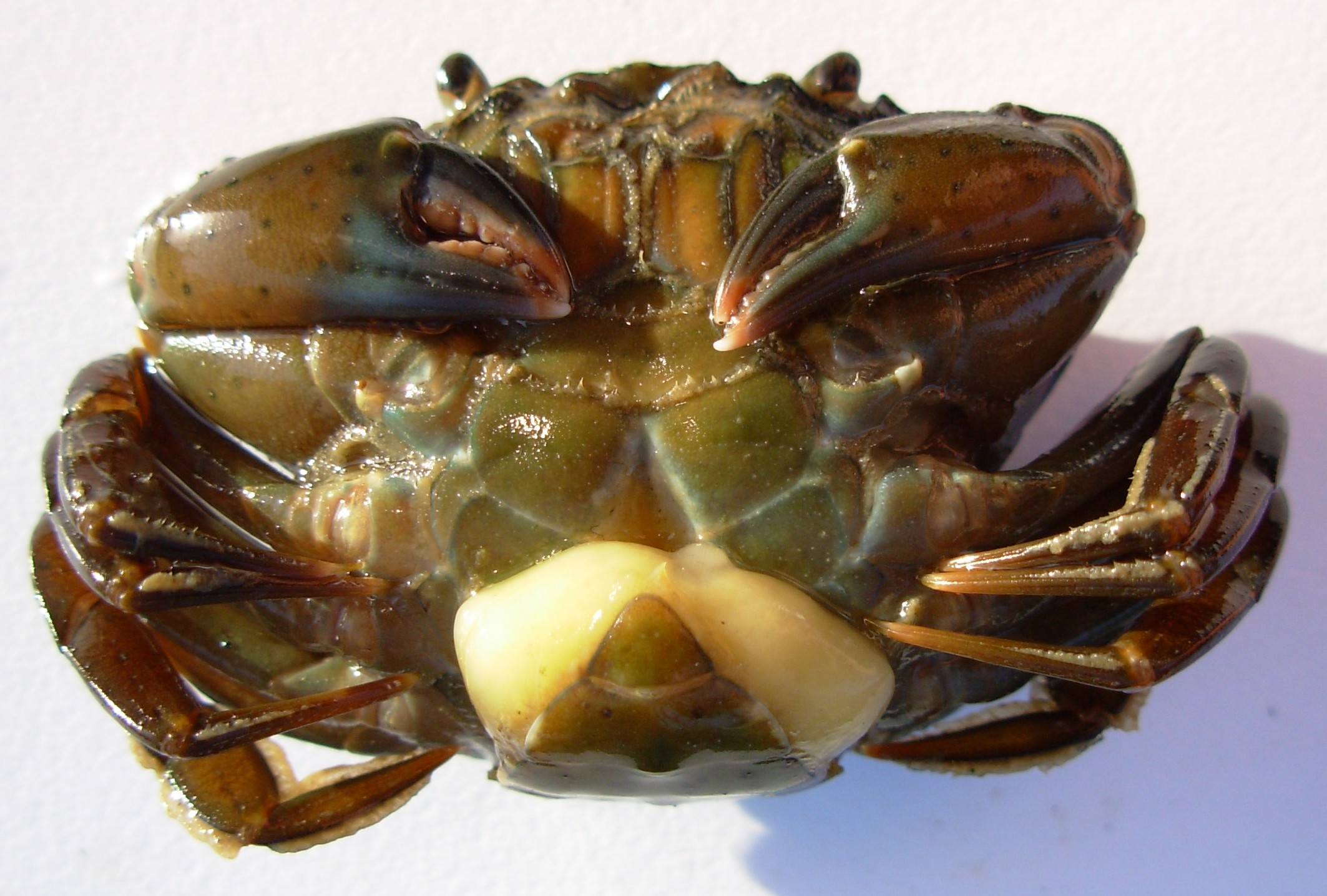
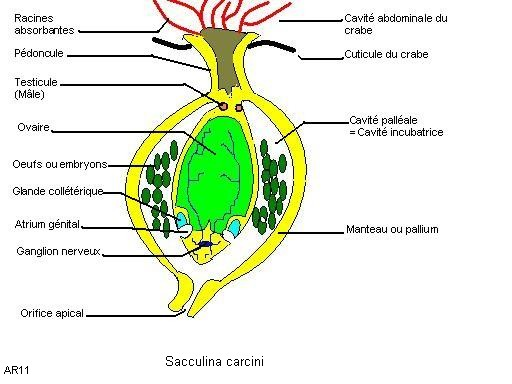
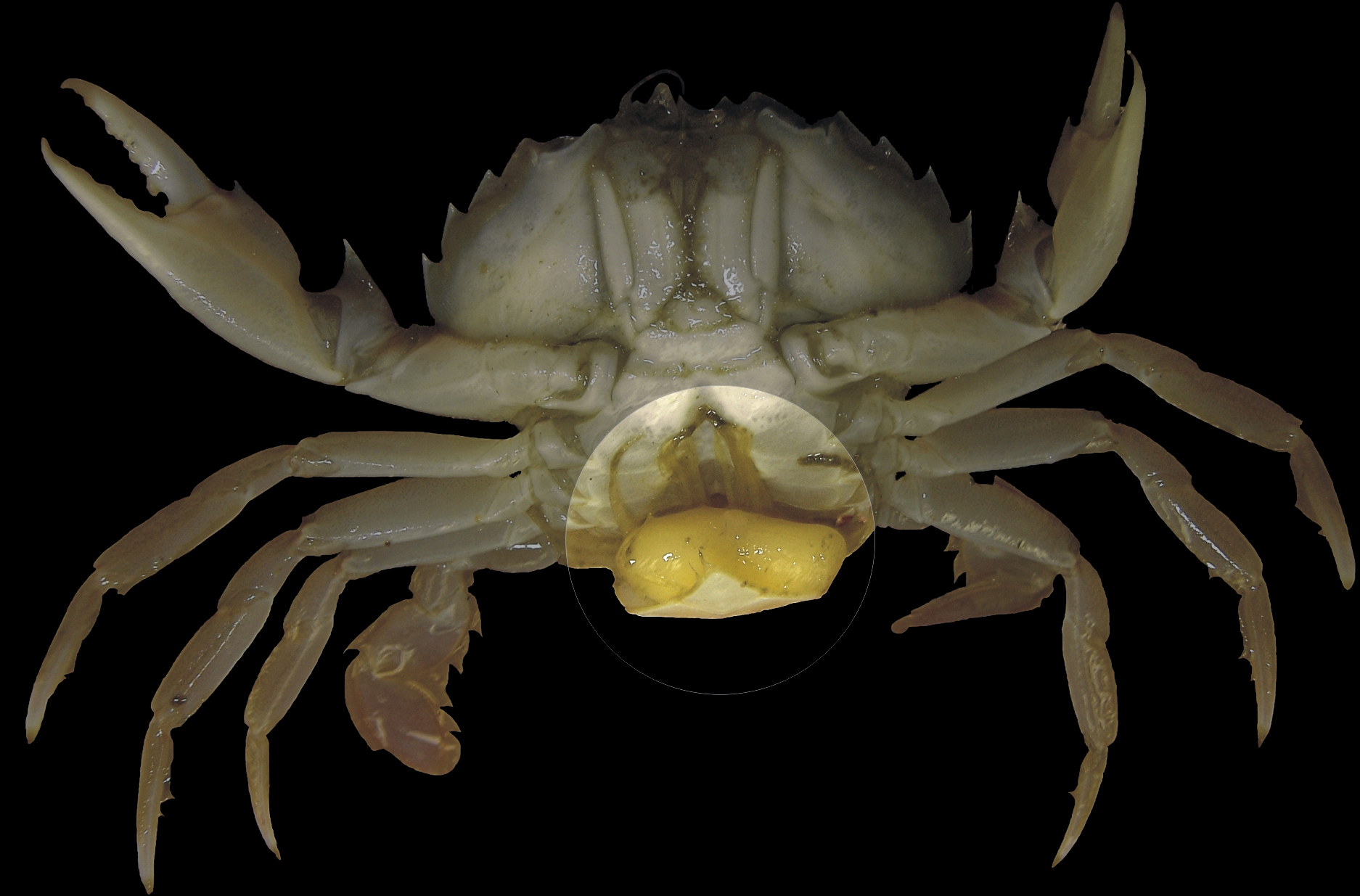